# Reial Club Marítim de Barcelona

Bandera del Reial Club Marítim de Barcelona

El Reial Club Marítim de Barcelona (RCMB) és un club nàutic de Barcelona i un dels clubs esportius més antics d'Espanya. Bàsicament té les seccions de rem, vela i motonàutica.
El Reial Club Marítim de Barcelona es troba al Moll d'Espanya del Port Vell de Barcelona. Les seves instal·lacions són de bona qualitat, i compta amb un port esportiu, un local social amb restaurant i un espai per a les embarcacions a sec i per a fer carenatge i altres reparacions. El port esportiu disposa de 251 amarratges.

## Història

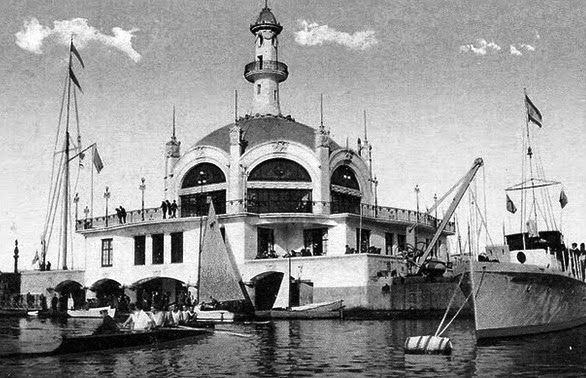
Edifici del RCMB, construït entre 1911 i 1913, i enderrocat el 1957

El club neix el 1902 amb el nom de Real Club de Barcelona com a resultat de la fusió entre el Real Club de Regatas, que era un club bàsicament de rem des de feia més de 20 anys, i el Real Yacht Club, que era una entitat bàsicament de vela.
El 25 de gener del 1913, a proposta del president Rafael Morató i Senesteva, es va aprovar el canvi de denominació a Real Club Marítimo. El 1911 l'arquitecte Enric Sagnier va guanyar el concurs per a la construcció del nou estatge social, amb planta octogonal coberta amb cúpula i rematada per una mena de far. Situat a l'angle sud del Moll de Barcelona, va ser inaugurat el juliol del 1914. El 23 de maig del 1959 es va inaugurar l'actual seu social en el Moll d'Espanya, perquè la Junta d'Obres del Port necessitava l'espai ocupat per l'anterior edifici. El 1922 va organitzar el primer Campionat d'Europa de Rem celebrat a Espanya. El 22 de juny del 1976, es va procedir a normalitzar el nom del club en català, que des d'aleshores es diu Reial Club Marítim de Barcelona.

## Gestió
| ORGANISME PROPIETARI | Autoritat Portuària de Barcelona |
| TIPUS DE GESTIÓ      | Concessió Administrativa         |
| CONCESSIONÀRIA       | Reial Club Marítim de Barcelona  |

## Mèrits
- El RCMB ha guanyat més de 1.000 medalles en competicions nacionals i més de 200 medalles en competicions internacionals.
- El soci Santiago Amat va ser el primer esportista individual espanyol que va guanyar una medalla olímpica (bronze). Va ser en vela als Jocs Olímpics del 1932 a Los Angeles en la classe olímpica de 12 peus.
- En rem, l'outrigger a vuit espanyol format pels socis del club Lluís Omedes, J. Riba, Jaume Giral, Leandre Coll, Josep L. Lasplazas, Enric Pérez, Eliseu Morales Ricard Massana i Josep Martínez, com a timoner, va participar en els Jocs Olímpics de París del 1924.
- El quatre amb timoner del Club de Regates, format per Joan Camps Mas, Josep Fórmica-Corsi, Ricard Margarit i Calvet, Orestes Quintana i Antoni Vela i Vivó (timoner), va participar en les proves de rem dels Jocs Olímpics de 1900.[1]